# Zanzibarkanalen
Zanzibarkanalen är ett sund som skiljer ön Unguja (eller Zanzibar) från Tanzanias fastland (Tanganyika). Sundet är omkring 120 km långt och 30–40 km brett, med ett djup som varierar från 10–50 meter i mitten till flera hundra meter i norr och söder. I forna tider har kanaldjupet varit betydligt mindre (omkring 120 meter mindre under den senaste istiden).
Vid det södra inloppet i kanalen finns en fyr på fastlandet, på udden Ras Kanzi, 22 km söder om Dar es-Salaam.